# Musée de l'Arctique et de l'Antarctique

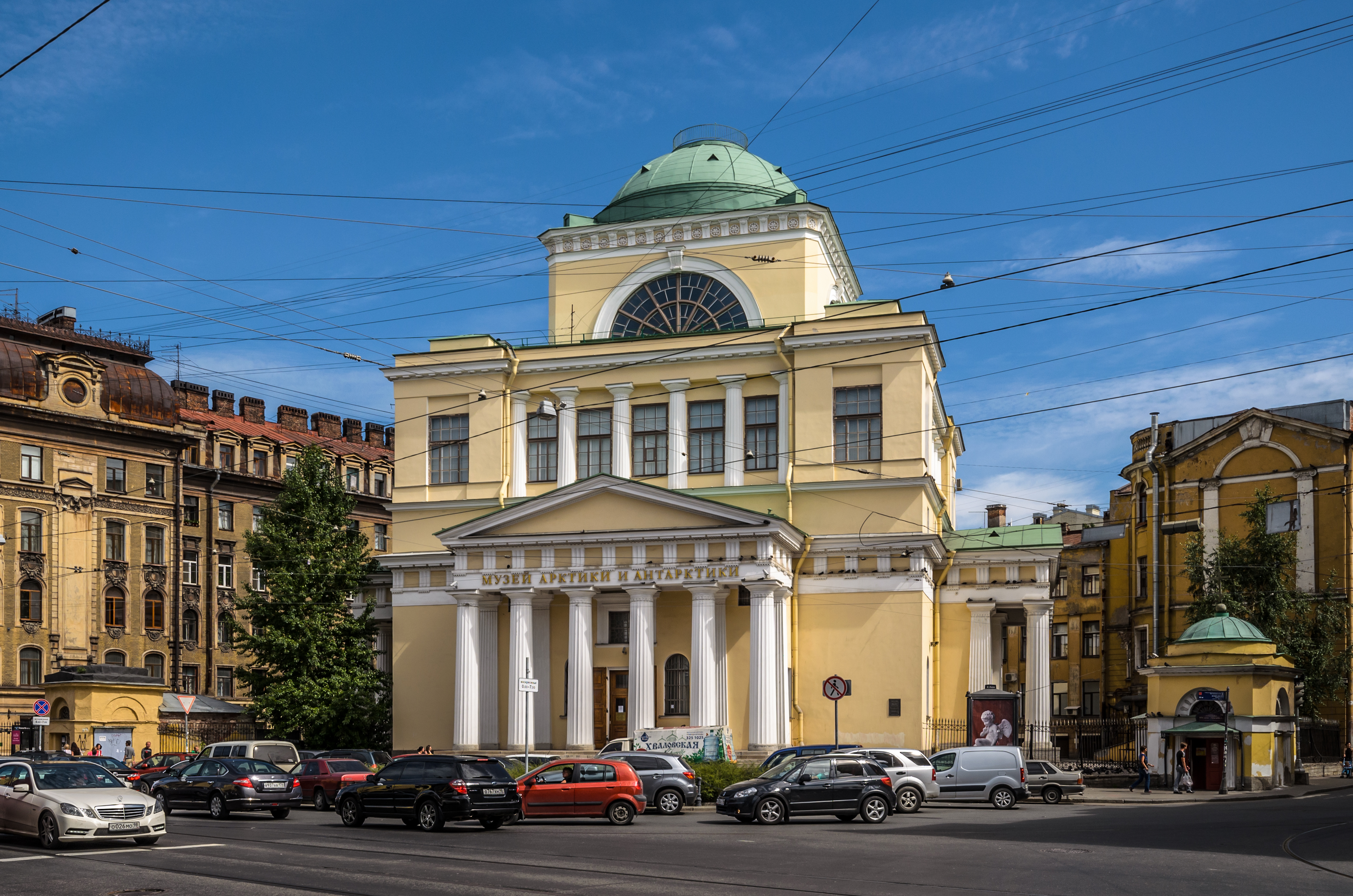
Bâtiment de Melnikov dans la rue Marata près de l'avenue Ligovsky.

Le Musée d'État Russe de l'Arctique et de l' Antarctique (en russe : Российский государственный музей Арктики и Антарктики) est un musée de Saint-Pétersbourg. Il a été établi en novembre 1930 comme partie de l'Institut de Recherche de l'Arctique et de l'Antarctique, mais il n'a ouvert que six ans plus tard.

Le musée est logé dans l'église néoclassique bâtie par Avraam Melnikov en 1820. Il est le musée le plus grand consacré à l'exploration polaire dans le monde. L'actuel directeur du musée est Victor Boyarsky,.

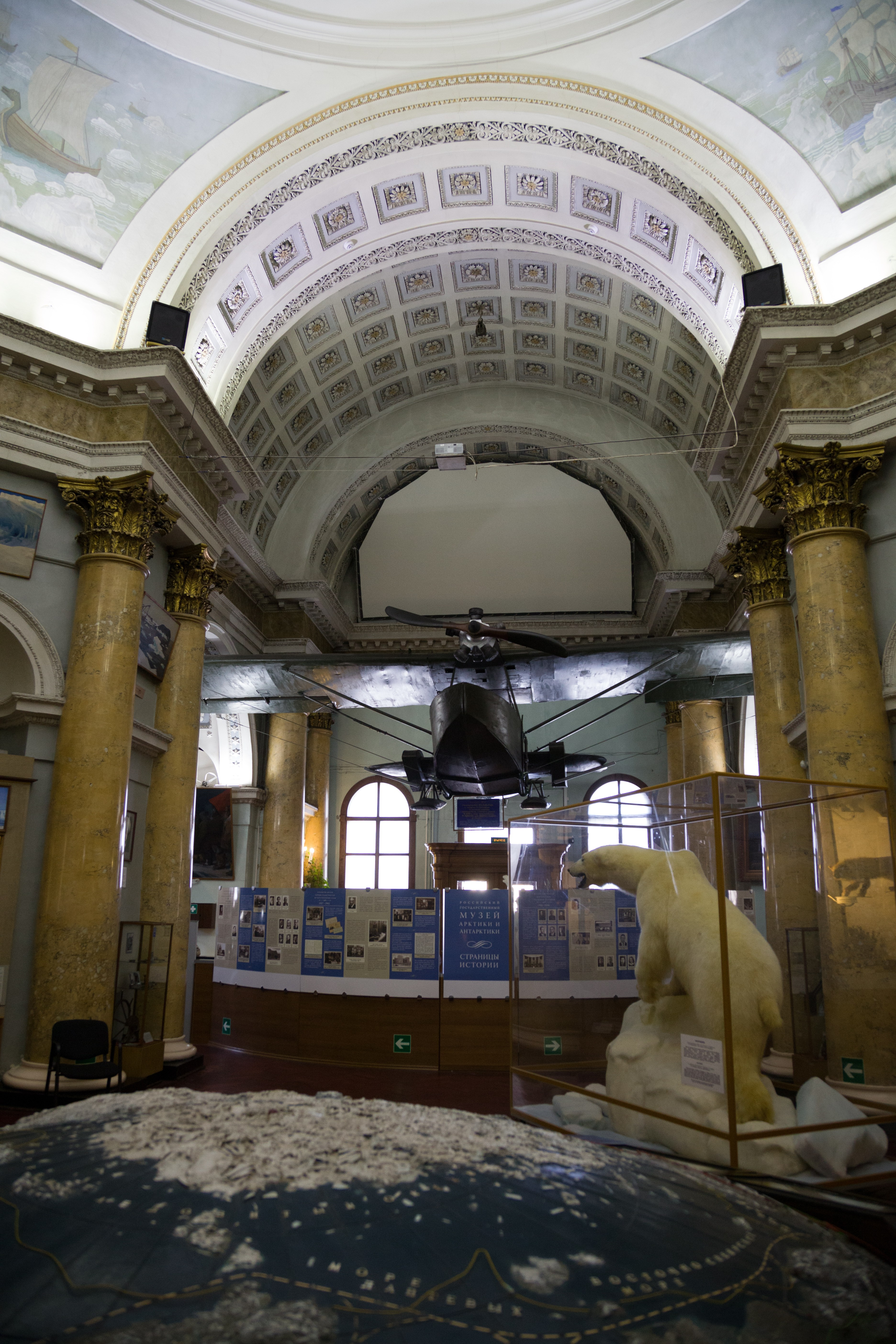
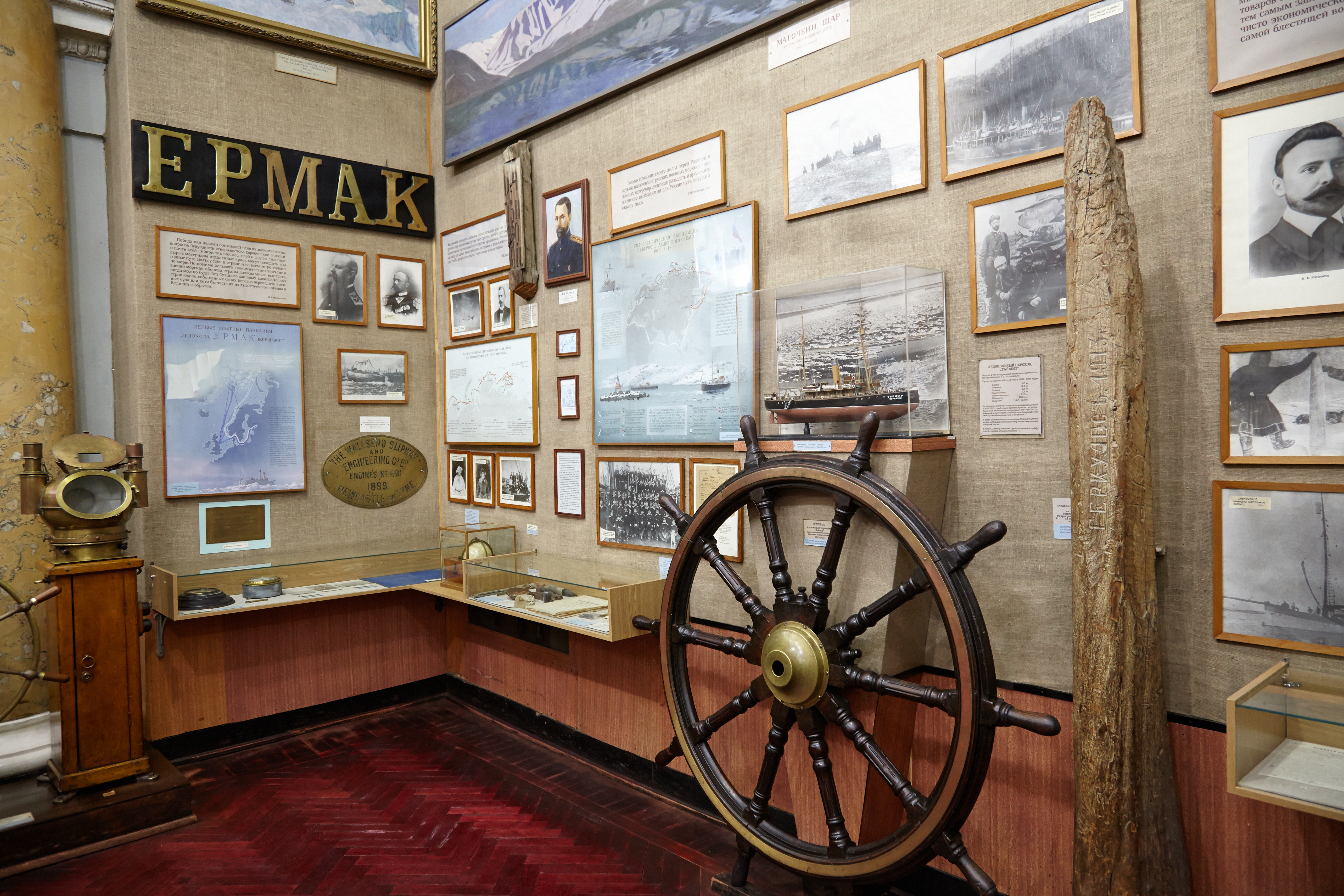
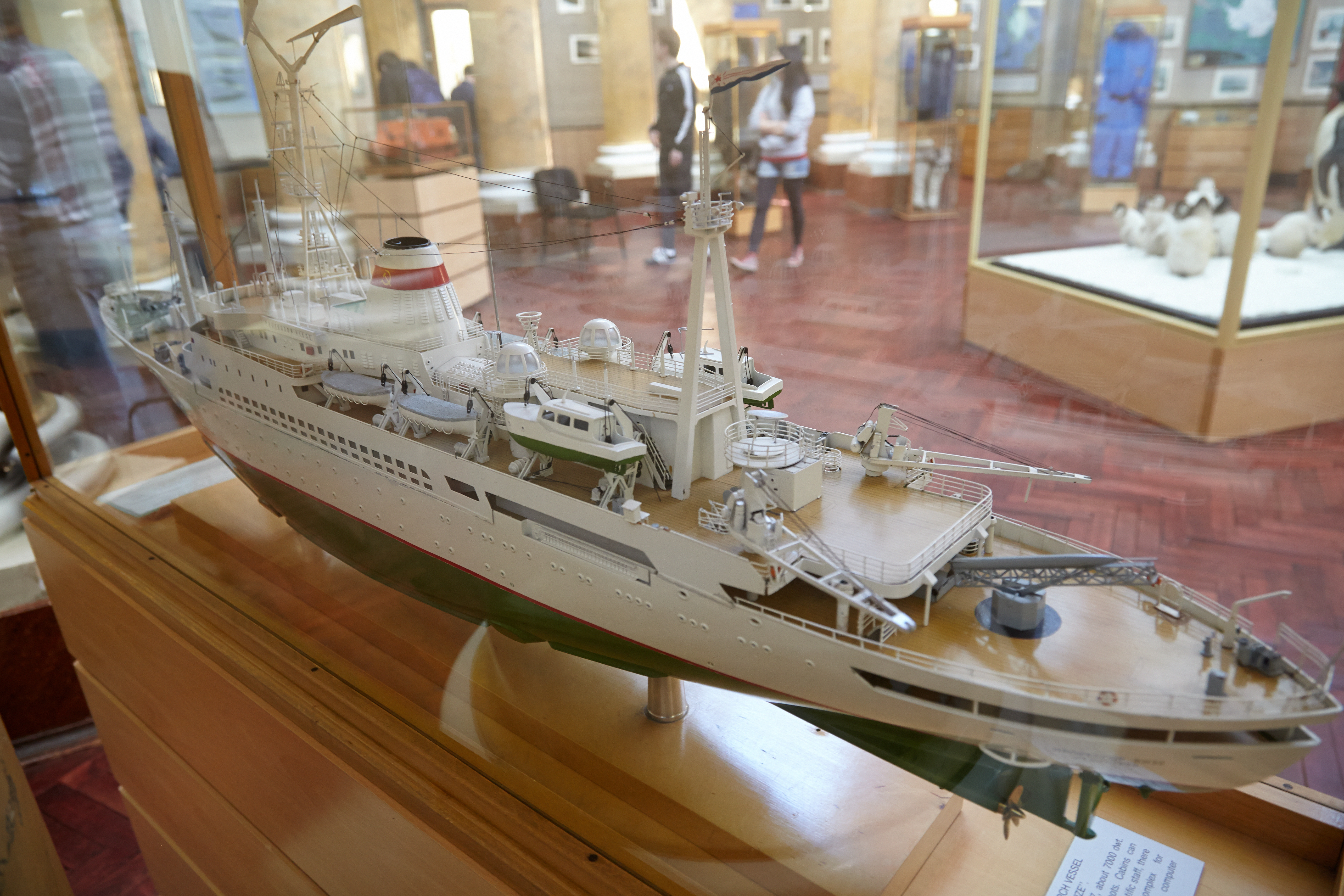
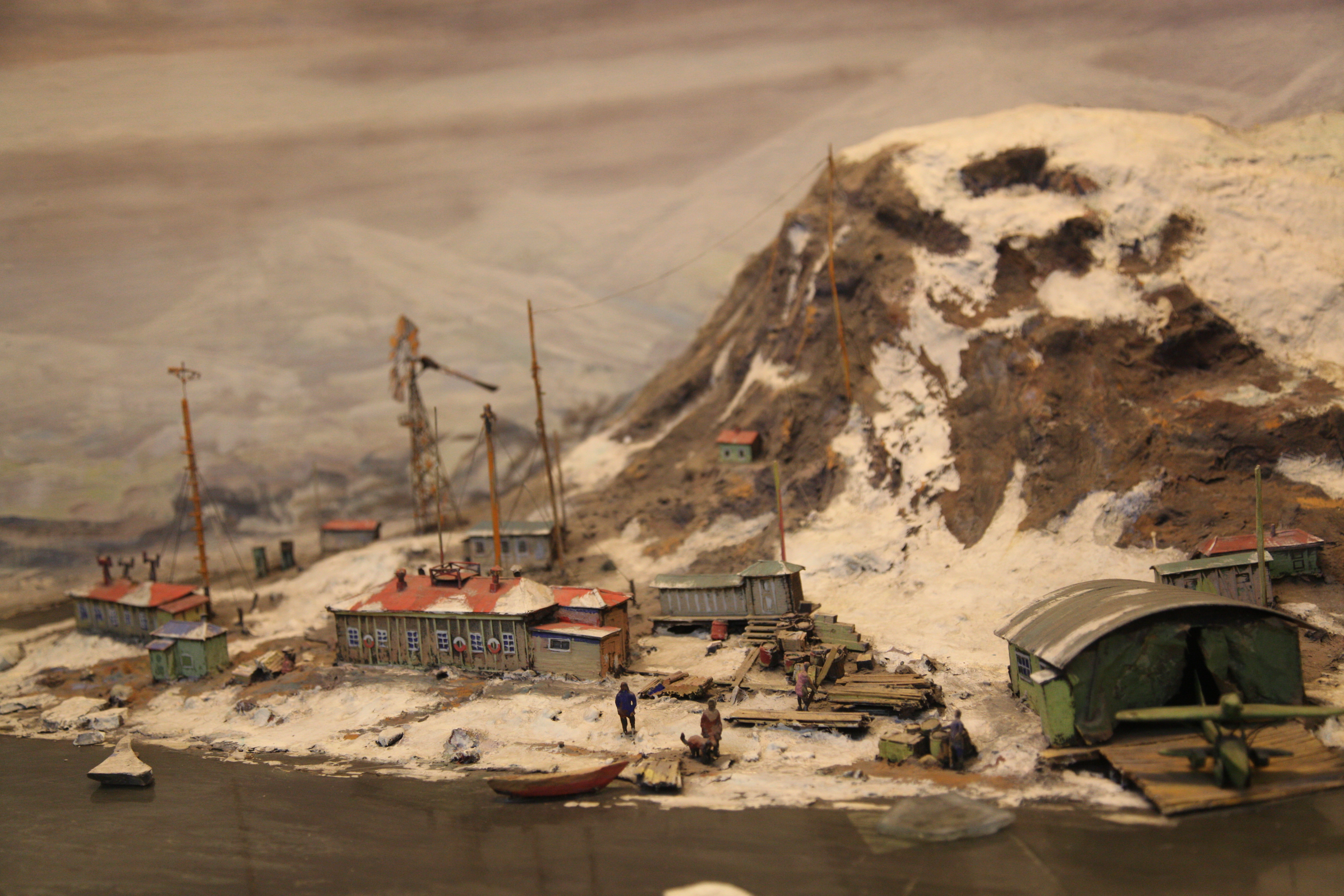